# هاروی (لوئیزیانا)
هاروی (به انگلیسی: Harvey) شهری در ایالت لوئیزیانا کشور ایالات متحده آمریکا است که جمعیت آن در سرشماری سال ۲۰۱۰ میلادی، ۲۰٬۳۴۸ نفر بوده‌است.